# A cara descubierta
A cara descubierta es una película norteamericana basada en la novela homónima publicada por Sidney Sheldon en 1970.

## Sinopsis
El psiquiatra Judd Stevens (Roger Moore) es sospechoso de haber asesinado a uno de sus pacientes. Éste aparece sin embargo en el centro de la ciudad, profundamente asustado. El doctor Stevens intenta convencer a la policía de que nada tiene que ver con lo que ha ocurrido, pero la policía no le cree. Por ello no le queda más remedio que tratar de encontrar a los criminales por su cuenta y entregarlos a la policía.

## Reparto
| Actor          | Personaje        |
| -------------- | ---------------- |
| Roger Moore    | Dr. Judd Stevens |
| Rod Steiger    | Ten. McGreavy    |
| Elliott Gould  | Det. Angeli      |
| Art Carney     | Morgens          |
| Anne Archer    | Ann Blake        |
| David Hedison  | Dr. Peter Hadley |
| Deanna Dunagan | Sra. Hadley      |
| Ron Parady     | Cortini          |
| John Kapelos   | Frank            |

- Datos: Q1126567